# Città di Castello
Città di Castello település Olaszországban, Umbria régióban, Perugia megyében. Lakosainak száma 38 222 fő (2023. január 1.). Città di Castello Arezzo, Citerna, Cortona, Mercatello sul Metauro, Monte Santa Maria Tiberina, Monterchi, Montone, San Giustino, Sansepolcro, Sant’Angelo in Vado, Umbertide, Apecchio és Pietralunga községekkel határos.

## Története
A várost az ősi umberek itáliai törzse alapította a Tiberis bal partján. A város összeütközésbe kerülhetett a közeli etruszkokkal. A Krisztus előtti harmadik századtól kezdve Roma civitates federata lett, majd bekerült a római Sexta Regióba. A rómaiak Tifernum Tiberinum (Tifernum a Tiberisen) néven ismerték. Közvetlenül a közelben ifjabb Plinius építtette fel villáját Tuscisban, a ma Colle Plinio nevű helyen, a Plinius-hegyen fennmaradt falakkal, mozaikpadlókkal és márványtöredékekkel azonosítanak.
Kr. u. 550-ben Tifernum nagyrészt elpusztult a keleti gótok elleni hadjárat során Fantalogus Totila parancsára. A várost később Floridus püspöke egy kastély köré építtette újjá, és a longobárdok először Castrum Felicitatisnak, később pedig Civitas Castellinek nevezték el. Pipin itáliai király 752-es adományával az Apostoli Szentszékhez került.

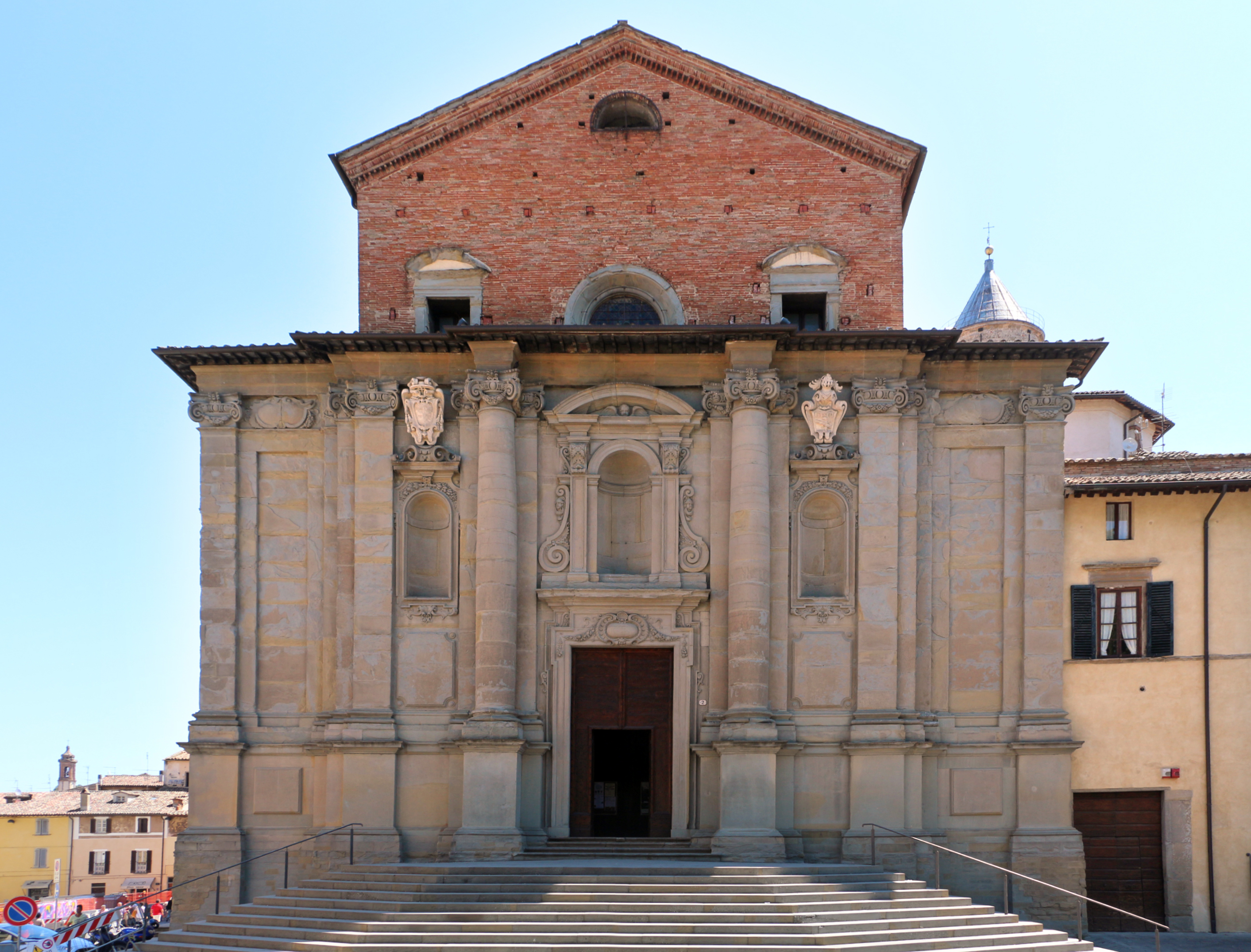
A dóm

A 12. század első felében önálló községgé alakult. Különféle uralkodói közé tartozott Pier Saccone Tarlati di Pietramala, Arezzói Guidó püspök testvére. Pier Saccone 1322-ben eladta Guido Alberto de' Guidi di Modiglianának. A középkorban a Città di Castelló-i egyházmegye számos olyan területet is magában foglalt, amelyek ma Arezzo, Forlì-Cesena, Pesaro és Rimini tartományokban találhatók. A későbbi középkorban egymást követően a guelfek és ghibellinek kormányozták. 1375-ben Città di Castello csatlakozott az egyházi államok más városainak felkeléséhez. Róbert genfi bíboros, később VII. Kelemen ellenpápa breton zsoldosok segítségével próbálta elfoglalni, de visszaverték. V. Márton pápa alatt, 1420-ban a condottiere Braccio da Montone vette át. Később Niccolò Vitelli Firenze és Milánó segítségével abszolút uralkodó vagyis tirannus lett. Az ifjabb Antonio da Sangallo kiterjedt palotát építtetett a Vitelli családnak.

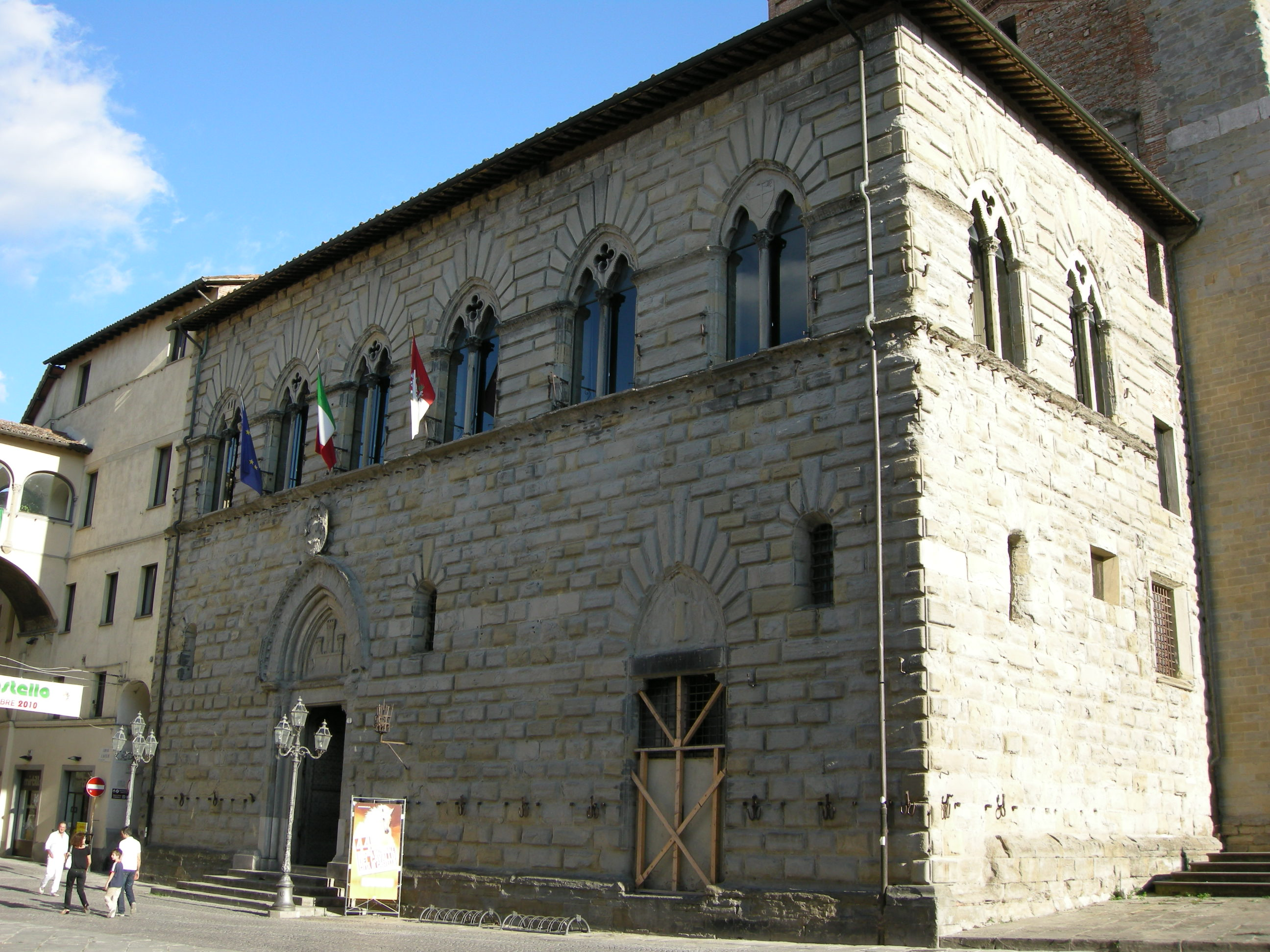
A Palazzo dei Priori

1474-ben IV. Szixtusz pápa unokaöccsét, Giuliano della Rovere bíborost (a későbbi II. Gyula pápa) küldte a város irányítására. Eredménytelen tárgyalások után ostrom alá vette a várost, de Vitelli addig nem adta meg magát, amíg meg nem tudta, hogy a hadsereg parancsnokságát III. Federico da Montefeltro herceg kapta. A következő évben Vitelli sikertelenül próbálta visszafoglalni a várost. Cesare Borgia egy senigalliai összeesküvés révén elrendelte, hogy Vitellit 1502. december 31-én este megfojtsák, és Città di Castellót a pápai birtokokhoz csatolják.
1860. szeptember 11-én a piemonti csapatok elfoglalták a várost, amely 1861. március 17-én az egyesült Olasz Királyság része lett.
A 20. század vége felé a város jelentős terjeszkedést ért el észak felé, San Giustino felé, a folyót, a vasutat és a főutat követve ipari parkokkal. A területen többféle gépészeti áru, textil, kerámia és lakberendezés is készül. A mezőgazdaság nagyon fejlett szinten van. Ma a régió fő gazdasági központja.

## Földrajz
A város Umbria északi részén, Toszkána és Marche határához közel, nyugati oldalán pedig a Tiberis folyik. A település Apecchio (PU), Arezzo (AR), Citerna, Cortona (AR), Mercatello sul Metauro (PU), Monte Santa Maria Tiberina, Monterchi (AR), Montone, Pietralunga, San Giustino, Sansepolcro (AR), Sant’Angelo in Vado (PU) és Umbertide.

## Frakciói
Antirata, Astucci, Badia Petroia, Badiali, Barzotti, Baucca, Belvedere, Bisacchi, Bivio Canoscio, Bivio Lugnano, Bonsciano, Caifirenze, Candeggio, Canoscio, Capitana, Celle, Cerbara, Cinquemiglia, Cinquemiglia, Cabbcco, Corrocello, Flexii Casto, Fiume, Fraccano, Grumale, Lerchi, Lugnano, Madonna di Canoscio, Marchigliano, Montemaggiore, Monte Ruperto, Morra, Muccignano, Nuvole, Palazzone, Petrelle, Pettinari, Piosina, Promano, Riosecco, Roccagnano, Ronti, Rovigliano, San Biagio del Cornetto, San Leo Bastia, San Lorenzo Bibbiana, San Maiano, San Martin Pereto, San Martino di Castelvecchio, San Martino d'Upò, San Pietro a Monte, San Secondo, Santa Lucia, Scalocchio, Seripole, Terme di Fontecchio, Titta, Trestina, Uppiano, Userna, Userna Bassa, Valdipetrina, Vallurbana, Vingone, Volterrano.

## Kultúra
A helyi dialektus sajátos, és a romagnolo gael és a kelet-toszkán nyelvjárásokból származik. A comune területe Olaszország egyik legnagyobb területe, ezért a nyelvjárás sokat változik az adott zónának megfelelően. A kultúra Marchéhoz, Romagnához és Toszkánához kötődik.

## Népessége
A település lakossága az elmúlt években az alábbi módon változott:
| Lakosok száma | 39 937 | 38 479 | 38 222 |
|               | 2015   | 2021   | 2023   |

## Híres szülöttei
- II. Celesztin pápa
- Antonio Maria Abbatini, zeneszerző
- Monica Bellucci, színésznő

## Fordítás
Ez a szócikk részben vagy egészben  a   Città di Castello című angol Wikipédia-szócikk ezen változatának fordításán alapul.  Az eredeti cikk szerkesztőit annak laptörténete sorolja fel. Ez a jelzés csupán a megfogalmazás eredetét és a szerzői jogokat jelzi, nem szolgál a cikkben szereplő információk forrásmegjelöléseként.